# La Garita, Hidalgo
La Garita är en ort i Mexiko.   Den ligger i kommunen El Arenal och delstaten Hidalgo, i den sydöstra delen av landet, 90 km norr om huvudstaden Mexico City. La Garita ligger 2 151 meter över havet och antalet invånare är 138.
Terrängen runt La Garita är huvudsakligen kuperad, men åt nordost är den bergig. Runt La Garita är det ganska tätbefolkat, med 90 invånare per kvadratkilometer. Närmaste större samhälle är Pachuca de Soto, 18,6 km sydost om La Garita. Omgivningarna runt La Garita är i huvudsak ett öppet busklandskap.